# ヤコブの手紙
『ヤコブの手紙』（ヤコブのてがみ）は新約聖書中の一書。『ヤコブ書』とも。

## 著者
著者は冒頭部分で、自らを「主イエス・キリストのしもべであるヤコブ」と名乗る。新約聖書にはヤコブなる人物が複数現れるが、その中でこの手紙を書いたと考えられるのは以下の三名である。
1. 「義人ヤコブ」
  - 三世紀の半ば以降、教父たちはイエスの兄弟（カトリック教会の解釈では従兄弟などの親類）で「義人」と呼ばれたヤコブが本書簡の著者であるとしてきた。彼は十二使徒には含まれておらず、パウロが『ガラテヤの信徒への手紙』で「主の兄弟」（1:19）、「教会の三人の柱の一人」（2:9）として言及する人物である。
2. 「アルファイの子ヤコブ」
  - ジャン・カルヴァンなどは、著者は「主の兄弟」ヤコブではなくマタイの兄弟でレビとも呼ばれた「アルファイの子」ヤコブであるという。アルファイの子ヤコブは『マルコによる福音書』15:40に出る「ヤコブ」と同一人物ではないかと考えられるが、この人物についてはほとんど何もわかっていない。
3. 使徒の一人「大ヤコブ」
  - 本書簡の著者をこの「大ヤコブ」であるとする見方はまれである。彼は使徒ヨハネの兄弟でゼベダイの子であったとされる。しかし、彼は早くに殉教していることから、この書簡を彼が書いたとは考えにくい。なぜなら、ヤコブの殉教は紀元44年以前であるが、本書簡が書かれたのはパウロの義化という考えに対する教会内の誤った認識を正すためであり、早くても50年代と考えられるからである。

現代の研究者たちの多くは、「ヤコブ」というのは文書に権威を持たせるためのものであり、三人のヤコブの誰かが著者だとは考えていない。すなわち、本書は偽名文書であり、実際の著者は不明である。しかしその内容から、ここで著者とされた「ヤコブ」はエルサレム教会において、リーダー格だった「主の兄弟」である義人ヤコブであるとするのが批判的聖書学者のほぼ共通認識である（むろんこの考え方に対しての異論もある）。

## 成立時期・場所
もし著者が義人ヤコブなら、書簡がかかれた場所はヤコブが62年の殉教まで暮らしていたエルサレムであろう。本書が「ヤコブ」の名による著者不明のものとすれば、成立時期の可能性としては50年代から2世紀はじめまで広く考えることができる。初めて『ヤコブ書』を引用したのはオリゲネスである。それをわずかにさかのぼる時期では、エウセビオスの孫引きによれば、アレクサンドリアのクレメンスがその失われた著作のなかで短く引用している。

## 正典への受け入れ
初代教会の時代、『ヤコブ書』の正統性に疑義を持つものが（キリキアの司教テオドロスなど）少なからずおり、準正典的な位置づけがされていた。ムラトリ断片の正典表には『ヤコブ書』は出ておらず、エウセビオスも『教会史』の中で「論争中の書」という位置づけにしている。ヒエロニムスは同じような位置づけを与えながらも、実質的には広く受け入れられていると書き加えている。
『ヤコブ書』は教会の中で正典として受け入れられるまでに非常に長くかかっている。その理由として考えられるのは、内容が主にユダヤ人キリスト教徒に向けられたものだったということにあると考えられる。そのため非ユダヤ人の間ではなかなか読まれるようにならなかった。それでもアレクサンドリアのアタナシオスがまとめた27の正典の中には加えられており、4世紀のいくつかの公会議を経て正式に正典と認められるようになった。
宗教改革の時代、一部の神学者によって再び『ヤコブ書』が槍玉に挙げられるようになった。特にマルティン・ルターは『ヤコブ書』をあまり価値のないものと考え、『藁の書』と呼んで何度も正典から外そうとした。その理由はルターが唱えた「信仰のみ」という考え方の中心をなすパウロの思想を批判するだけの文書と考えたためであったと思われる。結局ルターの弟子たちがルターが正典から除外しようとした『ヨハネの黙示録』と共に新約聖書については伝統的な27書とすることで問題は決着した。
現代では、本書が批判しているのはパウロの思想そのものではなく、それを曲解した者たちであるとの理解から、ほとんどのキリスト教徒たちが『ヤコブ書』を正典にふさわしいものとみなしている。

## 内容
本書は各地に離散する（ディアスポラの）ユダヤ人にあてて書かれている。
著者が筆をとったのは、キリスト者の生活における行いの重要性について再確認してもらうためであった。著者は次のようなものを危険視している。
- まず形式主義、これは神への奉仕を形だけの偽善にしてしまう。
- 誘惑を神に帰すること（1:13）
- 貧富の差で人を分けること（2:2）
- 言葉で過ちを犯すこと（3:2-12）
- 自慢や偽証（3:14）
- 悪口（4:11）
- 高慢（4:16）
- 贅沢（5:4）

などである。著者がキリスト者に向かってもっとも強調することは
- 試練における忍耐（5:7）
- よきわざにおける忍耐（1:22-25）
- 主の再臨が近づき、その日になればすべての不義が正されるため、その日まで忍耐することが求められている。（5:8）

「行いによって義とされること」、このヤコブの主張は一見するとパウロが書簡の中で述べる「信仰によって義とされること」の反対の立場のように見える。この問題を解決するひとつの考え方はヤコブは「神と主の前で義とされること」について語っており、パウロは「神の前で義とされること」について語っているというものである。
また、ヤコブは「行い＝隣人愛」、パウロは「行い＝古い律法」について語っている、というものである。
教父たちのあるものは、この問題を解決するために次のような考えを示した。それは人間に救いをもたらす信仰は愛によっていきいきとしたものとされるものであり、その愛ゆえに必ずよい行いを伴うということである。だから「信仰だけ」というのは単に頭で理解した言葉に過ぎないという見方ができる。その意味で興味深いのは使徒言行録26:20である。そこでパウロは「悔い改めて神に立ち返り、悔い改めにふさわしい行いをするよう」呼びかけたという。ある人はこれこそパウロがヤコブのいうすべての生きた信仰が行いを伴うという考え方に賛同を示したものだとみている。
このように見てみると、ヤコブは福音を伝えているというより、道徳を教えているというのが適切であろう。
ヤコブは福音の核心を提示するよりもよいものと悪いものを並べることで倫理全体のありかたを示している。このような反対のものを同時に示す書き方（光と影、正と偽など）はイエスの教えや、クムラン文書、『十二使徒の教え』などにも見られる。
また『ヤコブの手紙』は（かつて臨終の秘蹟といわれたこともある）病者の塗油の聖書における根拠を含んでいるとみなされてきた。5:14～15でヤコブは共同体の中で病人が現れた場合の対処を示しており、これが後にカトリック教会の病者の塗油の形式になった。